# TSB Bank Arena
TSB Bank Arena – kryta hala sportowa w Wellington, w której odbywają się przede wszystkim rozgrywki ligi koszykarskiej. Jest główną halą zespołu Wellington Saints. Zbudowana w 1995 roku, początkowo mieściła 3635 widzów. W 2005 roku została przebudowana i obecnie liczba miejsc siedzących wynosi 4570. Ponadto w hali odbywają się festiwale muzyczne, koncerty. Hala gościła takie zespoły jak : Faith No More, Live, Radiohead, Metallica, Hi-5, Edgefest, Deep Purple, Kings of Leon, Disturbed i Westlife. W 2008 roku była gospodarzem Pucharu Narodów Oceanii w piłce ręcznej.